# Gamma extra

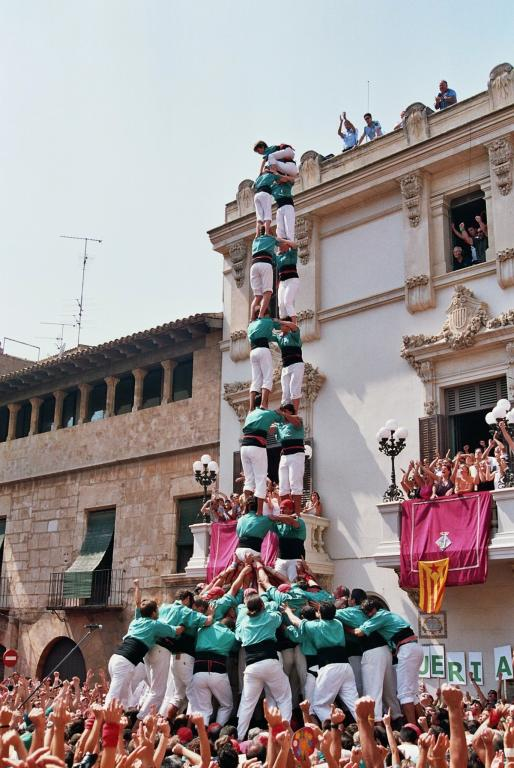
El 2 de 9 sense manilles carregat pels Castellers de Vilafranca per primera vegada a la història (2005). És el segon castell de gamma extra considerat més difícil que s'ha carregat mai.

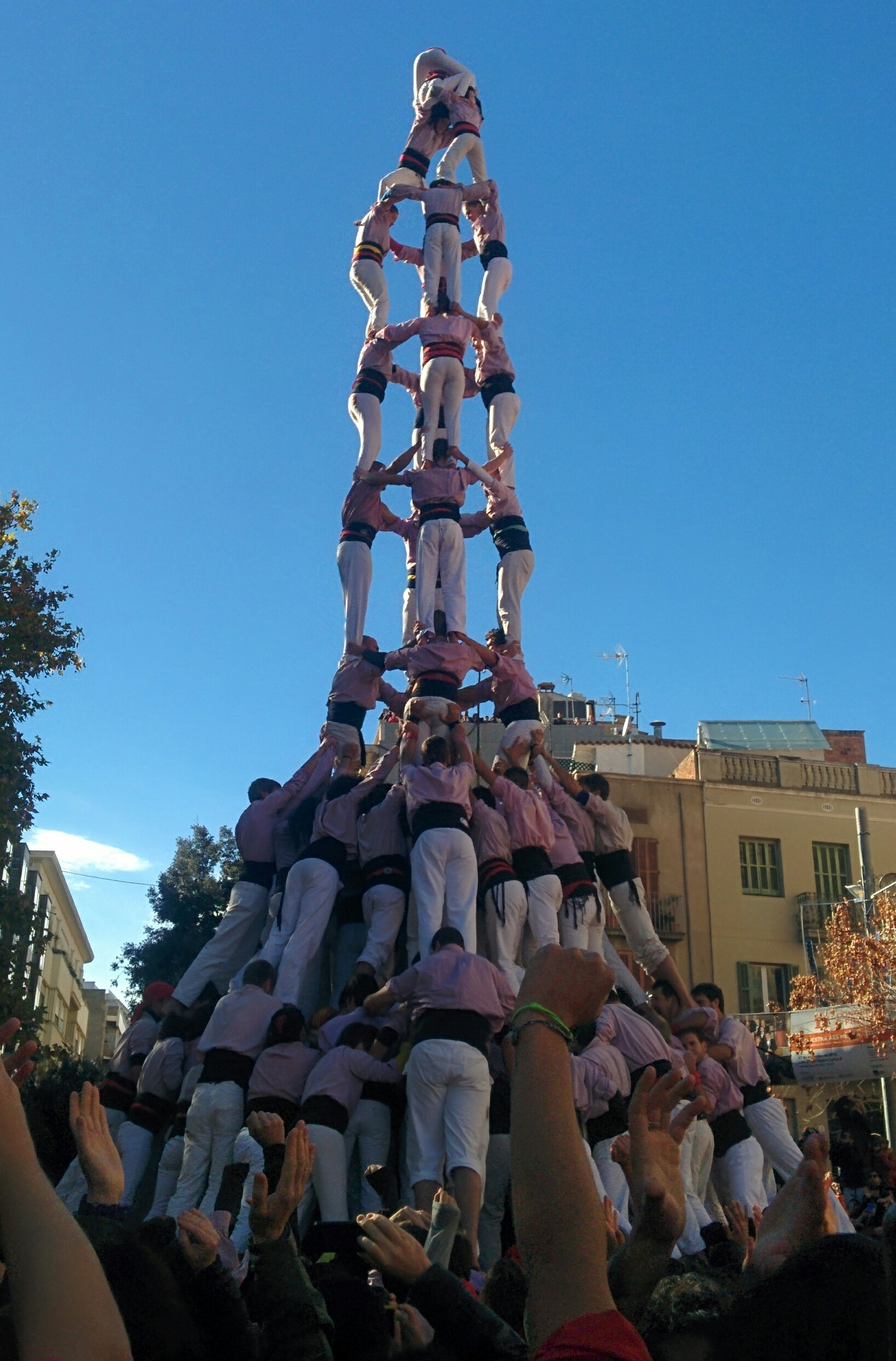
El 4 de 10 amb folre i manilles descarregat pels Minyons de Terrassa per primera vegada a la història (2015) és el castell de gamma extra considerat més difícil que s'ha descarregat mai.

En el món casteller, gamma extra (GE) és un terme per a definir una categoria de castells de gran dificultat d'execució. La definició més estesa considera que és de gamma extra qualsevol castell de dificultat superior al 3 de 9 amb folre. Es tracta d'un neologisme inventat pel periodista Joan Beumala que es començà a emprar des de l'àmbit de la comunicació i les cròniques a partir de mitjans de la dècada de 1990, període en què es comencen a realitzar castells de gamma extra per primera vegada a la segona època d'or —recuperats des de finals del segle xix— i a fer-se'n altres d'inèdits.
Fins a l'actualitat, nou colles han assolit algun castell de gamma extra: els Minyons de Terrassa (carregat 1993, descarregat 1996), la Colla Joves Xiquets de Valls (carregat 1994, descarregat 2000), la Colla Vella dels Xiquets de Valls (descarregat 1994), els Castellers de Vilafranca (descarregat 1995), els Capgrossos de Mataró (descarregat 2010), la Colla Jove Xiquets de Tarragona (carregat 2011, descarregat 2012), els Xiquets de Tarragona (descarregat 2014), els Castellers de Sants (descarregat 2014) i els Castellers de Barcelona (descarregat 2014).

## Castells de gamma extra
Es consideren de gamma extra castells de 8 pisos com el 3 de 8 aixecat per sota, que presenta una gran dificultat per la fragilitat en el procés de l'aixecada o, de forma molt més discutida, el 9 de 8 i el 10 de 8 perquè són els castells sense folre que requereixen més castellers. No obstant, el fet de considerar el 9 de 8 com a castell de gamma extra ha estat sovint molt discutit. Amb les dades a la mà, podem observar que el percentatge d'èxit d'aquest castell (94,6%) és molt superior al percentatge d'èxit del 3 de 9 amb folre (83,4% al final de la temporada 2023). Si observem el percentatge de castells descarregats, la diferència encara s'accentua més: 88,3% del 9 de 8 contra un 73,8% del 3 de 9 amb folre. Per altra banda, és cert que aquesta estructura requereix una gran quantitat de castellers de tronc i que això porta implícit un important moviment del castell, a més de necessitar tres poms de dalt. L'ús del 9 de 8 a les places, al seu torn, és molt menor que amb altres castells superiors i inferiors, com la gamma alta i baixa de 9. En el cas del 10 de 8 encara és menys habitual comptar-lo com a castell de gamma extra a causa de la seva raresa exòtica.
Els únics castells de 9 pisos que no es consideren de gamma extra són el 3 de 9 amb folre i el 4 de 9 amb folre, per ser estructures més estables que els pilars, les torres o els castells d'estructura composta. Es consideren de gamma extra les construccions que afegeixen dificultats a aquests dos castells: afegir un pilar de 7 amb folre a l'interior (3 de 9 amb folre i l'agulla o 4 de 9 amb folre i l'agulla), pujar un pis més amb manilles (3 de 10 amb folre i manilles o 4 de 10 amb folre i manilles), prescindir del folre (2 de 8 sense folre, 3 de 9 sense folre o 4 de 9 sense folre) o de les manilles (2 de 9 amb folre, 3 de 10 amb folre o 4 de 10 amb folre) a les estructures que en tenen.
També són de gamma extra les torres de nou pisos (2 de 9 amb folre i manilles i 2 de 9 amb folre) i els castells de nou pisos amb 5, 7 o 9 rengles (5 de 9 amb folre, 7 de 9 amb folre i 9 de 9 amb folre) . També podria haver-hi el 10 de 9 amb folre castell inèdit. També s'hi considerarien les anteriors construccions sense folre o bé posat-hi un pilar al mig, fets inèdits i que cap colla ha arribat mai a plantejar-se.
Pel que fa als pilars, es consideren de gamma extra els que superen el pilar de 7 amb folre, ja sigui augmentant els pisos (pilar de 8 amb folre i manilles o pilar de 9 amb folre, manilles i puntals), o retirant reforços (pilar de 7 sense folre).

## Llista de castells de gamma extra
Assolits:
De més fàcil a més difícil, els gamma extra que s'han assolit (carregat o descarregat com a mínim, un cop, per alguna colla) al llarg de la història són els següents:
- 9 de 8 (discutit si és o no de gamma extra)
- 10 de 8 (discutit si és o no de gamma extra)
- 3 de 8 aixecat per sota
- 2 de 9 amb folre i manilles
- Pilar de 8 amb folre i manilles
- 7 de 9 amb folre
- 5 de 9 amb folre
- 4 de 9 amb folre i l'agulla
- 3 de 9 amb folre i l'agulla
- 4 de 9 sense folre
- 2 de 8 sense folre
- 3 de 10 amb folre i manilles
- 4 de 10 amb folre i manilles
- 9 de 9 amb folre (només carregat)
- 2 de 9 amb folre (només carregat)
- Pilar de 9 amb folre, manilles i puntals (només carregat)
- 3 de 9 sense folre (només carregat)

No assolits:
Altres castells que s'han intentat o se n'ha parlat algun cop però que no han estat mai ni carregats ni descarregats són els següents: 
- 5 de 9 amb folre i l'agulla (no intentat)
- 5 de 9 sense folre (no intentat)
- 9 de 9 sense folre  (no intentat)
- 10 de 9 amb folre (no intentat)
- 2 de 10 amb folre, manilles i puntals (no intentat)
- 7 de 10 amb folre i manilles (no intentat)
- 4 de 10 amb folre, manilles i agulla (no intentat)
- 3 de 10 amb folre, manilles i agulla (no intentat)
- 4 de 10 amb folre / sense manilles (no intentat)
- 3 de 10 amb folre / sense manilles  (no intentat)
- Pilar de 7 sense folre (no intentat)
- Pilar de 8 amb folre / s sense manilles (no intentat)
- 9 de 10 amb folre i manilles (no intentat)

## Estadística

### Gammes extres provats
| Resultat              |
| --------------------- |
| Descarregat (D)       |
| Carregat (C)          |
| Intent (I)            |
| Intent desmuntat (ID) |

Actualitzat a 31 de desembre de 2024
La següent taula mostra una estadística de tots els castells de gamma extra que s'han provat, és a dir, el nombre de vegades que s'han assolit —tant descarregat com carregat— o bé que han quedat en intent o intent desmuntat. Els castells apareixen ordenats de menor a major dificultat, segons l'ordre establert en la taula de puntuacions del Concurs de castells de Tarragona de 2024.
| Castell                                  | Resultats globals | Resultats globals | Resultats globals | Resultats globals | Total | Resultats parcials | Resultats parcials | Resultats parcials | Resultats parcials |
| Castell                                  | D                 | C                 | I                 | ID                | Total | Assolit (D+C)      | % Assolit          | No assolit (I+ID)  | Caigudes (C+I)     |
| ---------------------------------------- | ----------------- | ----------------- | ----------------- | ----------------- | ----- | ------------------ | ------------------ | ------------------ | ------------------ |
| 9 de 8                                   | 106               | 7                 | 3                 | 3                 | 119   | 113                | 94,96%             | 6                  | 10                 |
| 10 de 8                                  | 1                 | 0                 | 0                 | 1                 | 2     | 1                  | 50,00%             | 1                  | 0                  |
| 3 de 8 aixecat per sota                  | 8                 | 4                 | 14                | 1                 | 27    | 12                 | 44,44%             | 15                 | 18                 |
| 2 de 9 amb folre i manilles              | 268               | 66                | 63                | 30                | 427   | 334                | 78,22%             | 93                 | 129                |
| Pilar de 8 amb folre i manilles          | 172               | 61                | 26                | 8                 | 267   | 233                | 87,27%             | 34                 | 87                 |
| 7 de 9 amb folre                         | 2                 | 0                 | 0                 | 1                 | 3     | 2                  | 66,67%             | 1                  | 0                  |
| 5 de 9 amb folre                         | 126               | 64                | 58                | 31                | 279   | 190                | 68,10%             | 89                 | 122                |
| 4 de 9 amb folre i l'agulla              | 78                | 30                | 31                | 12                | 151   | 108                | 71,52%             | 43                 | 61                 |
| 3 de 9 amb folre i l'agulla              | 36                | 5                 | 13                | 5                 | 59    | 41                 | 69,49%             | 18                 | 18                 |
| 4 de 9 sense folre                       | 37                | 31                | 27                | 24                | 119   | 68                 | 57,14%             | 51                 | 58                 |
| 2 de 8 sense folre                       | 32                | 41                | 35                | 7                 | 115   | 73                 | 63,48%             | 42                 | 76                 |
| 3 de 10 amb folre i manilles             | 37                | 42                | 47                | 18                | 144   | 79                 | 54,86%             | 65                 | 89                 |
| 4 de 10 amb folre i manilles             | 6                 | 7                 | 11                | 2                 | 26    | 13                 | 50,00%             | 13                 | 18                 |
| 9 de 9 amb folre                         | 0                 | 2                 | 0                 | 2                 | 4     | 2                  | 50,00%             | 2                  | 2                  |
| 2 de 9 amb folre                         | 0                 | 3                 | 5                 | 0                 | 8     | 3                  | 37,50%             | 5                  | 8                  |
| Pilar de 9 amb folre, manilles i puntals | 0                 | 1                 | 1                 | 1                 | 3     | 1                  | 33,33%             | 2                  | 2                  |
| 3 de 9 sense folre                       | 0                 | 2                 | 11                | 4                 | 17    | 2                  | 11,76%             | 15                 | 13                 |
| Total                                    | 909               | 366               | 345               | 150               | 1770  | 1275               | 72,03%             | 495                | 711                |

### Cronologia de les colles de gamma extra
La primera colla en aconseguir carrregar un castell de gamma extra van ser els Minyons de Terrassa, carregant el 2 de 9 amb folre i manilles per primer cop el 21 de novembre de 1993 a la XV diada dels Minyons de Terrassa. La Colla Vella dels Xiquets de Valls té el títol de ser la primera colla en descarregar un castell de gamma extra, va ser el 23 d'octubre del 1994 descarregant el 2 de 9 amb folre i manilles a la diada de Santa Úrsula a Valls. La següent taula mostra el primer castell coronat i el primer descarregat de la gamma extra de les 9 colles que han aconseguit algun castell d'aquesta categoria:
| Núm | Colla                             | Carregat | Carregat               | Carregat                           | Carregat                                 | Descarregat | Descarregat            | Descarregat                          | Descarregat                              |
| Núm | Colla                             | Castell  | Data                   | Diada                              | Plaça                                    | Castell     | Data                   | Diada                                | Plaça                                    |
| --- | --------------------------------- | -------- | ---------------------- | ---------------------------------- | ---------------------------------------- | ----------- | ---------------------- | ------------------------------------ | ---------------------------------------- |
| 1   | Minyons de Terrassa               | 2de9fm   | 21 de novembre de 1993 | XV Diada dels Minyons de Terrassa  | Raval de Montserrat, Terrassa            | 5de9f       | 24 de novembre de 1996 | XVIII Diada dels Minyons de Terrassa | Raval de Montserrat, Terrassa            |
| 2   | Colla Joves dels Xiquets de Valls | 2de9fm   | 16 d'octubre de 1994   | Diada de Santa Teresa              | Plaça del Blat, Valls                    | 4de9sf      | 30 d'agost de 2000     | Diada de Sant Fèlix                  | Plaça de la Vila, Vilafranca del Penedès |
| 3   | Colla Vella dels Xiquets de Valls | 2de9fm   | 23 d'octubre de 1994   | Diada per Fires de Santa Úrsula    | Plaça del Blat, Valls                    | 2de9fm      | 23 d'octubre de 1994   | Diada per Fires de Santa Úrsula      | Plaça del Blat, Valls                    |
| 4   | Castellers de Vilafranca          | 2de9fm   | 30 d'agost de 1995     | Diada de Sant Fèlix                | Plaça de la Vila, Vilafranca del Penedès | 2de9fm      | 30 d'agost de 1995     | Diada de Sant Fèlix                  | Plaça de la Vila, Vilafranca del Penedès |
| 5   | Capgrossos de Mataró              | 2de9fm   | 1 de novembre de 2010  | Diada de Tots Sants                | Plaça de la Vila, Vilafranca del Penedès | 2de9fm      | 1 de novembre de 2010  | Diada de Tots Sants                  | Plaça de la Vila, Vilafranca del Penedès |
| 6   | Colla Jove Xiquets de Tarragona   | 5de9f    | 23 de setembre de 2011 | Diada de Santa Tecla               | Plaça de la Font, Tarragona              | 5de9f       | 14 d'octubre de 2012   | Fira de Santa Teresa 2012            | Plaça Vella, El Vendrell                 |
| 7   | Xiquets de Tarragona              | 2de9fm   | 19 d'agost de 2014     | Diada de Sant Magí                 | Plaça de les Cols, Tarragona             | 2de9fm      | 19 d'agost de 2014     | Diada de Sant Magí                   | Plaça de les Cols, Tarragona             |
| 8   | Castellers de Sants               | 2de9fm   | 19 d'octubre de 2014   | 22a Diada dels Castellers de Sants | Plaça de Bonet i Muixí, Barcelona        | 2de9fm      | 19 d'octubre de 2014   | 22a Diada dels Castellers de Sants   | Plaça de Bonet i Muixí, Barcelona        |
| 9*  | Castellers de Barcelona*          | 9de8*    | 2 de novembre de 2014  | Diada del Roser                    | Plaça de la Vila, Vilafranca del Penedès | 9de8*       | 2 de novembre de 2014  | Diada del Roser                      | Plaça de la Vila, Vilafranca del Penedès |

*Es considera als Castellers de Barcelona colla de gamma extra, encara que únicament han pogut assolir el 9de8. Aquest castell està discutit sobre si se'l qualifica o no dins la categoria de castells de gamma extra.

### Colles
La següent taula mostra quins castells de gamma extra han sigut assolit o intentats per les diferents colles. Els castells apareixen ordenats, de menor a major dificultat, segons la taula de puntuacions del Concurs de castells de Tarragona.
| Núm.  | Castell                                  | Colles    | Colles    | Colles   | Colles | Colles    | Colles | Colles | Colles | Colles | Colles | Total     |
| Núm.  | Castell                                  | CV        | CVXV      | MT       | CJXT   | CJXV      | CS     | CM     | XT     | CB     | CVG    | Total     |
| ----- | ---------------------------------------- | --------- | --------- | -------- | ------ | --------- | ------ | ------ | ------ | ------ | ------ | --------- |
| 1     | 9 de 8                                   | D         | D         | D        | D      | D         |        | C      |        | D      | ID     | 6d/1c/1id |
| 2     | 10 de 8                                  | D         |           |          |        |           |        |        |        |        |        | 1d        |
| 3     | 3 de 8 aixecat per sota                  | D         | D         | I        |        |           |        |        |        | I      |        | 2d/2i     |
| 4     | 2 de 9 amb folre i manilles              | D         | D         | D        | D      | D         | D      | D      | D      |        |        | 8d        |
| 5     | Pilar de 8 amb folre i manilles          | D         | D         | D        | D      | D         | D      | C      | C      |        |        | 6d/2c     |
| 6     | 7 de 9 amb folre                         | D         |           |          |        |           |        |        |        |        |        | 1d        |
| 7     | 5 de 9 amb folre                         | D         | D         | D        | D      | D         | D      | D      | C      | I      |        | 7d/1c/1i  |
| 8     | 4 de 9 amb folre i l'agulla              | D         | D         | C        | D      |           |        |        |        |        |        | 3d/1c     |
| 9     | 3 de 9 amb folre i l'agulla              | D         | I         | D        | D      | ID        |        |        |        |        |        | 3d/1i/1id |
| 10    | 4 de 9 sense folre                       | D         | D         | D        | C      | D         |        |        |        | I      |        | 4d/1c/1i  |
| 11    | 2 de 8 sense folre                       | D         | D         | I        |        | D         |        |        |        |        |        | 3d/1i     |
| 12    | 3 de 10 amb folre i manilles             | D         | D         | D        | D      | C         |        |        |        |        |        | 4d / 1c   |
| 13    | 4 de 10 amb folre i manilles             | D         | D         | D        |        |           |        |        |        |        |        | 3d        |
| 14    | 9 de 9 amb folre                         | C         |           |          |        |           |        |        |        |        |        | 1c        |
| 15    | 2 de 9 amb folre                         | C         | I         |          |        |           |        |        |        |        |        | 1c/1i     |
| 16    | Pilar de 9 amb folre, manilles i puntals | C         |           |          |        |           |        |        |        |        |        | 1c        |
| 17    | 3 de 9 sense folre                       | I         | C         |          |        | C         |        |        |        |        |        | 2c/1i     |
| Total | Total                                    | 13d/3c/1i | 10d/1c/2i | 8d/1c/2i | 7d/1c  | 6d/2c/1id | 3d     | 2d/2c  | 1d/2c  | 1d/3i  | 1id    |           |

Les colles que han intentat, com a mínim un cop, un o més castells de la gamma superior, són les següents (a la taula també s'indica l'any del primer intent, carregat i descarregat de cada colla): 
|                                                   |                  | CV   | CVXV | MT   | CJXT | CJXV | CS   | CM   | XT   | CB   | CVG  |
| ------------------------------------------------- | ---------------- | ---- | ---- | ---- | ---- | ---- | ---- | ---- | ---- | ---- | ---- |
| 9 de 8 (9d8)                                      | Intent desmuntat |      |      |      |      |      |      |      |      |      | 2016 |
| 9 de 8 (9d8)                                      | Intent           |      |      |      |      | 2012 |      |      |      |      |      |
| 9 de 8 (9d8)                                      | Carregat         |      |      |      |      |      |      | 2016 |      |      |      |
| 9 de 8 (9d8)                                      | Descarregat      | 2013 | 2001 | 2014 | 2012 | 2012 |      |      |      | 2014 |      |
| 10 de 8 (10d8)                                    | Intent desmuntat | 2019 |      |      |      |      |      |      |      |      |      |
| 10 de 8 (10d8)                                    | Descarregat      | 2019 |      |      |      |      |      |      |      |      |      |
| 3 de 8 aixecat per sota (3d8ps)                   | Intent           |      | 1987 | 1996 |      |      |      |      |      | 1995 |      |
| 3 de 8 aixecat per sota (3d8ps)                   | Carregat         |      |      |      |      |      |      |      |      |      |      |
| 3 de 8 aixecat per sota (3d8ps)                   | Descarregat      | 2016 | 1999 |      |      |      |      |      |      |      |      |
| 2 de 9 amb folre i manilles (2d9fm)               | Intent desmuntat |      |      |      |      | 1994 |      |      |      |      |      |
| 2 de 9 amb folre i manilles (2d9fm)               | Intent           | 1989 | 1994 |      |      |      | 2014 | 2010 |      |      |      |
| 2 de 9 amb folre i manilles (2d9fm)               | Carregat         |      |      | 1993 | 2014 | 1994 |      |      |      |      |      |
| 2 de 9 amb folre i manilles (2d9fm)               | Descarregat      | 1995 | 1994 | 1996 | 2017 | 2000 | 2014 | 2010 | 2014 |      |      |
| Pilar de 8 amb folre i manilles (pd8fm)           | Intent           | 1995 | 1998 | 1999 | 2013 | 2013 |      | 2014 | 2014 |      |      |
| Pilar de 8 amb folre i manilles (pd8fm)           | Carregat         | 1995 | 1998 | 1999 | 2013 | 2013 | 2014 | 2015 | 2015 |      |      |
| Pilar de 8 amb folre i manilles (pd8fm)           | Descarregat      | 1997 | 1998 | 2008 | 2015 | 2017 | 2016 |      |      |      |      |
| 7 de 9 amb folre (7d9f)                           | Descarregat      | 2012 |      |      |      |      |      |      |      |      |      |
| 5 de 9 amb folre (5d9f)                           | Intent desmuntat |      |      |      |      |      | 2016 |      |      | 2017 |      |
| 5 de 9 amb folre (5d9f)                           | Intent           |      | 1996 |      | 1994 | 1998 |      | 2016 | 2012 | 2017 |      |
| 5 de 9 amb folre (5d9f)                           | Carregat         | 1997 |      | 1995 | 2011 | 1998 |      | 2016 | 2015 |      |      |
| 5 de 9 amb folre (5d9f)                           | Descarregat      | 1997 | 1996 | 1996 | 2012 | 2008 | 2016 | 2017 |      |      |      |
| 4 de 9 amb folre i l'agulla (4d9fa)               | Intent           |      |      |      |      |      |      |      |      |      |      |
| 4 de 9 amb folre i l'agulla (4d9fa)               | Carregat         | 1995 | 1998 | 1999 |      |      |      |      |      |      |      |
| 4 de 9 amb folre i l'agulla (4d9fa)               | Descarregat      | 1996 | 2002 |      | 2018 |      |      |      |      |      |      |
| 3 de 9 amb folre i l'agulla (3d9fa)               | Intent desmuntat |      |      |      |      | 2017 |      |      |      |      |      |
| 3 de 9 amb folre i l'agulla (3d9fa)               | Intent           | 2009 | 2008 |      | 2014 |      |      |      |      |      |      |
| 3 de 9 amb folre i l'agulla (3d9fa)               | Carregat         |      |      | 2008 | 2016 |      |      |      |      |      |      |
| 3 de 9 amb folre i l'agulla (3d9fa)               | Descarregat      | 2009 |      | 2016 | 2016 |      |      |      |      |      |      |
| 4 de 9 sense folre (4d9sf)                        | Intent           | 2000 | 1998 | 1994 | 1998 | 1983 |      |      |      | 2014 |      |
| 4 de 9 sense folre (4d9sf)                        | Carregat         | 2002 | 2001 |      | 2017 | 1999 |      |      |      |      |      |
| 4 de 9 sense folre (4d9sf)                        | Descarregat      | 2012 | 2015 | 1998 |      | 2000 |      |      |      |      |      |
| 2 de 8 sense folre (2d8sf)                        | Intent           | 1999 | 1987 | 2015 |      | 2000 |      |      |      |      |      |
| 2 de 8 sense folre (2d8sf)                        | Carregat         | 1999 | 2004 |      |      | 2000 |      |      |      |      |      |
| 2 de 8 sense folre (2d8sf)                        | Descarregat      | 2010 | 2018 |      |      | 2017 |      |      |      |      |      |
| 3 de 10 amb folre i manilles (3d10fm)             | Intent           | 1998 |      | 1998 |      | 2015 |      |      |      |      |      |
| 3 de 10 amb folre i manilles (3d10fm)             | Carregat         | 1998 | 2000 |      | 2014 | 2024 |      |      |      |      |      |
| 3 de 10 amb folre i manilles (3d10fm)             | Descarregat      | 2013 | 2016 | 1998 | 2016 |      |      |      |      |      |      |
| 4 de 10 amb folre i manilles (4d10fm)             | Intent           | 2013 |      | 2014 |      |      |      |      |      |      |      |
| 4 de 10 amb folre i manilles (4d10fm)             | Carregat         | 2016 | 2016 |      |      |      |      |      |      |      |      |
| 4 de 10 amb folre i manilles (4d10fm)             | Descarregat      | 2016 | 2016 | 2015 |      |      |      |      |      |      |      |
| 9 de 9 amb folre (9d9f)                           | Carregat         | 2023 |      |      |      |      |      |      |      |      |      |
| 2 de 9 amb folre (2d9sm)                          | Intent           | 2004 | 2002 |      |      |      |      |      |      |      |      |
| 2 de 9 amb folre (2d9sm)                          | Carregat         | 2005 |      |      |      |      |      |      |      |      |      |
| Pilar de 9 amb folre, manilles i puntals (pd9fmp) | Intent           | 2002 |      |      |      |      |      |      |      |      |      |
| Pilar de 9 amb folre, manilles i puntals (pd9fmp) | Carregat         | 2022 |      |      |      |      |      |      |      |      |      |
| 3 de 9 sense folre (3d9sf)                        | Intent           | 2005 | 2004 |      |      | 2000 |      |      |      |      |      |
| 3 de 9 sense folre (3d9sf)                        | Carregat         |      | 2019 |      |      | 2019 |      |      |      |      |      |

Font: Base de Dades de la Coordinadora de Colles Castelleres de Catalunya – Colla Jove Xiquets de Tarragona

### Quatre gamma extra descarregats en una mateixa diada
Un dels objectius més desitjats per qualsevol colla és, sens dubte, descarregar els castells més difícils dels que té a l'abast. Aquesta gesta és majúscula quan es tracta dels castells límit del món casteller i, encara més, quan s'assoleixen en una mateixa diada. Les dades recollides a continuació evidencien la dificultat del que alguns anomenen el pòquer de gamma extra, és a dir, descarregar quatre castells de gamma extra en una mateixa diada.
La següent taula mostra la cronologia de les diades on s'han descarregat 4 castells de gamma extra. Fins ara s'ha assolit en 19 ocasions, 15 per part dels Castellers de Vilafranca, 2 per part dels Minyons de Terrassa i 2 més per part de la Colla Vella dels Xiquets de Valls.
| Núm. | Colla                             | Data                   | Diada                                   | Plaça                                    | Castells                                     |
| ---- | --------------------------------- | ---------------------- | --------------------------------------- | ---------------------------------------- | -------------------------------------------- |
| 1    | Castellers de Vilafranca          | 1 de novembre de 2006  | Diada de Tots Sants                     | Plaça de la Vila, Vilafranca del Penedès | 4de9fa, 5de9f, Tde9fm, Pde8fm                |
| 2    | Castellers de Vilafranca          | 1 de novembre de 2010  | Diada de Tots Sants                     | Plaça de la Vila, Vilafranca del Penedès | Tde8sf, 3de9fa, 4de9fa, Pde8fm               |
| 3    | Castellers de Vilafranca          | 30 d'agost de 2012     | Diada de Sant Fèlix                     | Plaça de la Vila, Vilafranca del Penedès | Tde8sf, 3de9fa, 4de9fa, Pde8fm               |
| 4    | Castellers de Vilafranca          | 30 d'agost de 2013     | Diada de Sant Fèlix                     | Plaça de la Vila, Vilafranca del Penedès | 4de9fa, 3de10fm, 4de9sf, Pde8fm              |
| 5    | Minyons de Terrassa               | 25 d'octubre de 2015   | Diada de Sant Narcís                    | Plaça del Vi, Girona                     | 3de10fm, 2de9fm, 5de9f, Pde8fm               |
| 6    | Castellers de Vilafranca          | 1 de novembre de 2015  | Diada de Tots Sants                     | Plaça de la Vila, Vilafranca del Penedès | 3de9fa, Tde8sf, 3de10fm, Pde8fm              |
| 7    | Castellers de Vilafranca          | 30 de juliol de 2016   | Festa Major de Vilanova i la Geltrú     | Plaça de la Vila, Vilanova i la Geltrú   | Tde9fm, 3de10fm, 3de9fa, Pde8fm              |
| 8    | Colla Vella dels Xiquets de Valls | 3 d'agost de 2016      | Diada de Firagost                       | Plaça del Blat de Valls                  | 4de9fp, 3de10fm, 5de9f, Pde8fm               |
| 9    | Castellers de Vilafranca          | 18 de setembre de 2016 | Diada del primer diumenge de Festes     | Plaça de la Font, Tarragona              | 3de10fm, 3de9fa, Tde9fm, Pde8fm              |
| 10   | Castellers de Vilafranca          | 1 de novembre de 2016  | Diada de Tots Sants                     | Plaça de la Vila, Vilafranca del Penedès | 3de10fm, 3de9fa, 4de9sf, Pde8fm              |
| 11   | Minyons de Terrassa               | 20 de novembre de 2016 | Diada dels Minyons de Terrassa          | Plaça Vella, Terrassa                    | 3de10fm, 4de10fm, 2d8sf (i), 3de9fa, Pde8fm  |
| 12   | Colla Vella dels Xiquets de Valls | 30 d'agost de 2017     | Diada de Sant Fèlix                     | Plaça de la Vila, Vilafranca del Penedès | 4de9fp, 4de9sf, 3de10fm(id), 5de9f, Pde8fm   |
| 13   | Castellers de Vilafranca          | 30 d'agost de 2017     | Diada de Sant Fèlix                     | Plaça de la Vila, Vilafranca del Penedès | 3de10fm, Tde8sf, 4de10fm(i), 3de9fa, Pde8fm  |
| 14   | Castellers de Vilafranca          | 7 d'octubre de 2017    | Diada del Mercadal                      | Plaça del Mercadal, Reus                 | 3de9fa, Tde9fm, Tde8sf, Pd8fm                |
| 15   | Castellers de Vilafranca          | 1 de novembre de 2017  | Diada de Tots Sants                     | Plaça de la Vila, Vilafranca del Penedès | 3d10fm, Td8sf, 3d9fa, Pd8fm(i), Pd8fm        |
| 16   | Castellers de Vilafranca          | 28 de juliol de 2018   | Festa Major de Vilanova i la Geltrú     | Plaça de la Vila, Vilanova i la Geltrú   | Tde9fm, 3de10fm, 5de9f, Pde8fm               |
| 17   | Castellers de Vilafranca          | 1 de novembre de 2019  | Diada de Tots Sants                     | Plaça de la Vila, Vilafranca del Penedès | 3de10fm(id), Tde9fm, 4de9sf, 3de10fm, Pde8fm |
| 18   | Castellers de Vilafranca          | 3 d'agost de 2024      | Diada de les Neus, Vilanova i la Geltrú | Plaça de la Vila, Vilanova i la Geltrú   | 5d9f, 3d10fm, 4d9fa, Pd8fm                   |
| 19   | Castellers de Vilafranca          | 25 d'agost de 2024     | Festa Major de l'Arboç                  | Plaça de la Vila, l'Arboç                | 4d9fa, 3d10fm, 5d9f,Pd8fm                    |

Si considerem el 9de8 com a gamma extra, cal afegir 6 ocasions més a les anteriors en les que s'han descarregat quatre castells d'aquesta dificultat, dues per part dels Castellers de Vilafranca, una altra per part dels Minyons de Terrassa i tres més per part de la Colla Jove Xiquets de Tarragona. En la següent taula es recullen aquestes diades: 
| Colla                           | Data                   | Diada                               | Plaça                         | Castells                                 |
| ------------------------------- | ---------------------- | ----------------------------------- | ----------------------------- | ---------------------------------------- |
| Castellers de Vilafranca        | 14 de setembre de 2014 | Diada del primer diumenge de Festes | Plaça de la Font, Tarragona   | 3de9fa, 4de9fa, 9de8, Pde8fm             |
| Minyons de Terrassa             | 5 de juliol de 2015    | Festa Major de Terrassa             | Raval de Montserrat, Terrassa | 2de9fm, 5de9f, 9de8, Pde8fm              |
| Colla Jove Xiquets de Tarragona | 16 d'octubre de 2016   | Diada de Santa Teresa               | Plaça Vella, El Vendrell      | 3de10fm, 5de9f, 3de9fa (i), 9de8, Pde8fm |
| Colla Jove Xiquets de Tarragona | 26 d'agost de 2017     | Diada de Festa Major                | Plaça de la Vila, El Catllar  | 5d9f, 2d9fm, 9d8, Pd8fm                  |
| Colla Jove Xiquets de Tarragona | 25 d'agost de 2018     | Diada de Festa Major                | Plaça de la Vila, El Catllar  | 5d9f, 4d9fa, 9d8, Pd8fm                  |
| Castellers de Vilafranca        | 20 de juliol de 2024   | Diada de les Santes                 | Plaça de Santa Anna, Mataró   | 9de8, 5de9f, Tde9fm, Pde8fm              |

## Galeria d'imatges

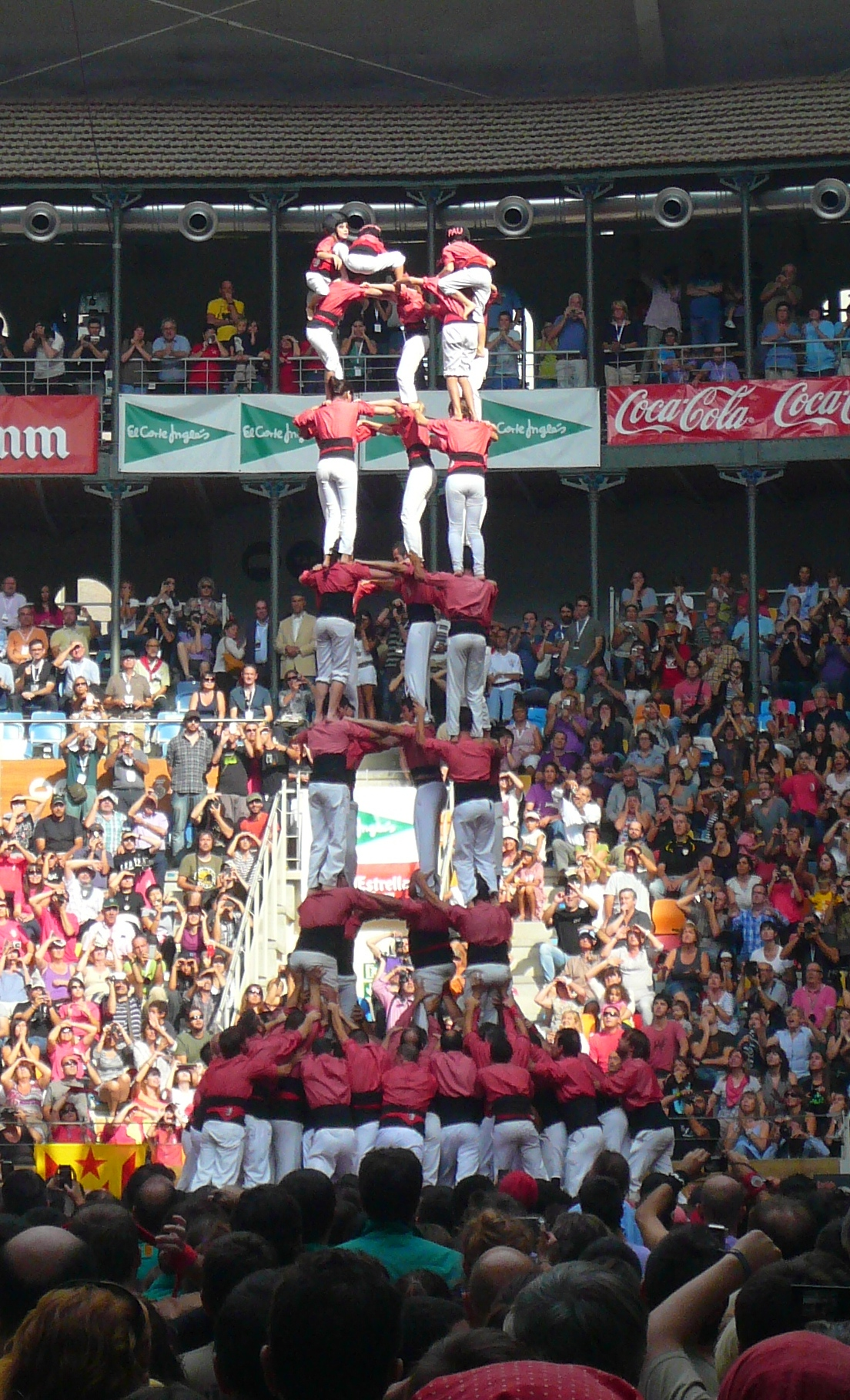
5 de 9 amb folre de la Colla Vella dels Xiquets de Valls al XXIV Concurs de castells de Tarragona (2012)
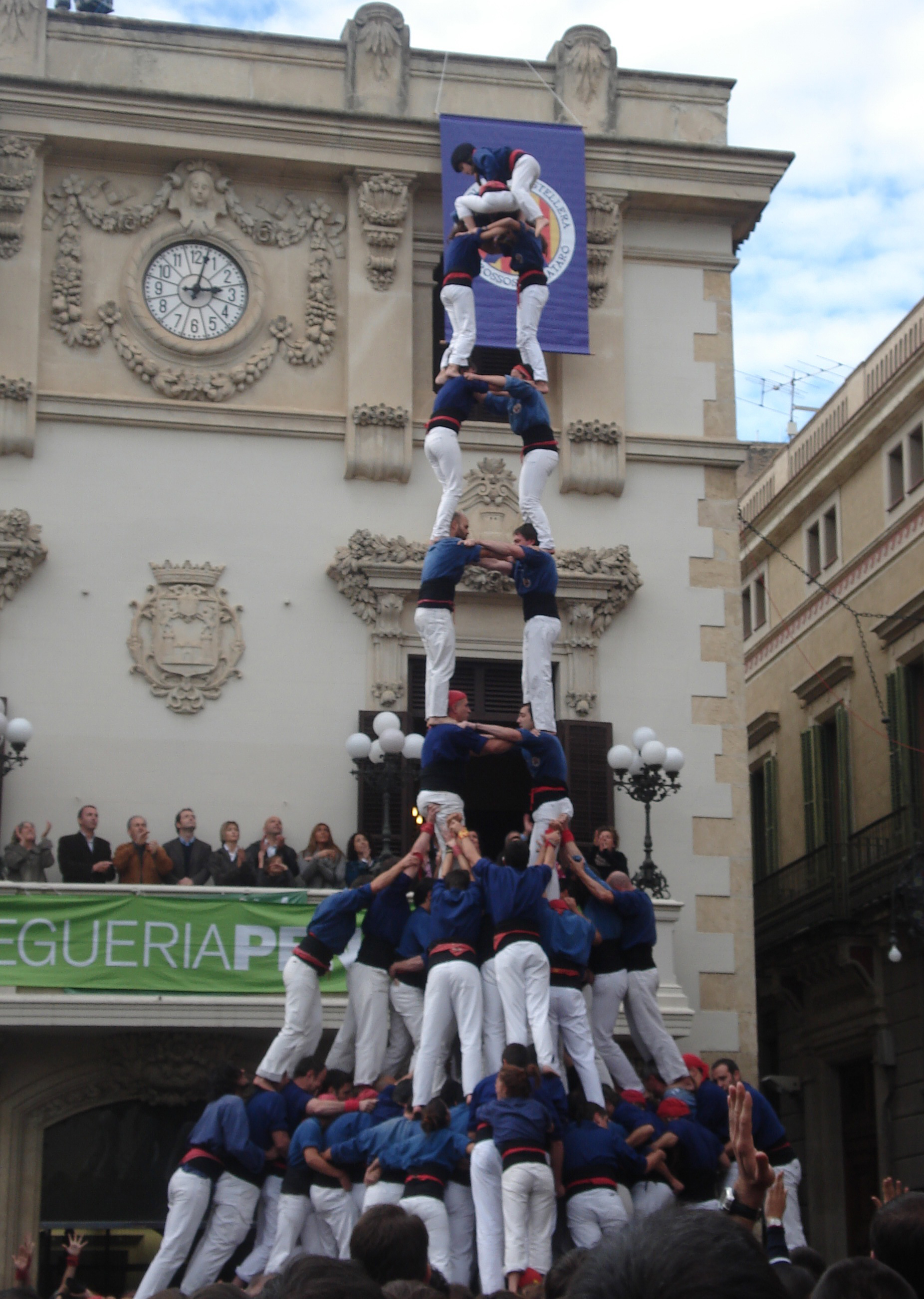
Primer 2 de 9 amb folre i manilles descarregat dels Capgrossos de Mataró (2010)
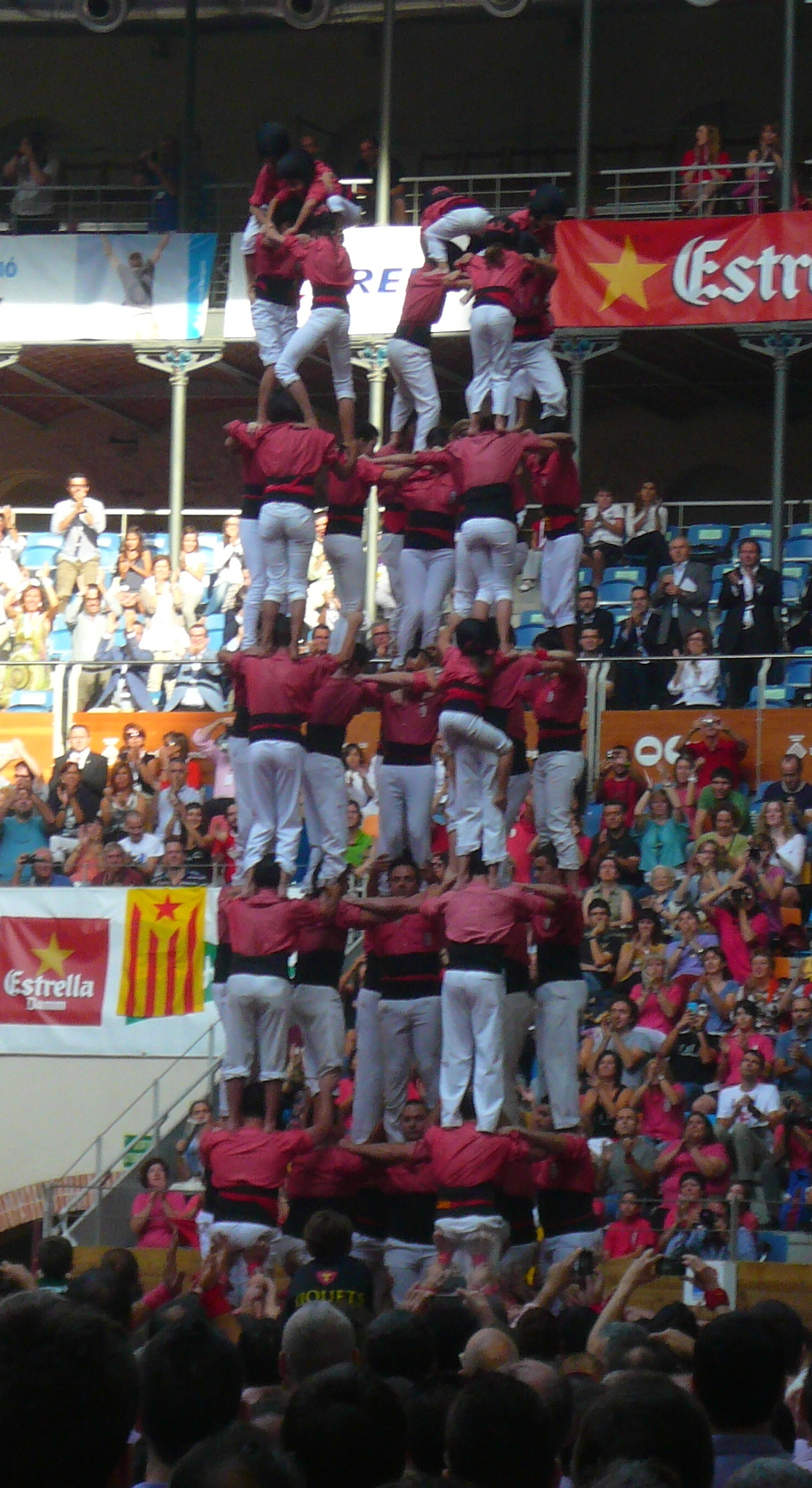
9 de 8 de la Colla Vella dels Xiquets de Valls al XXIV Concurs de castells de Tarragona (2012)
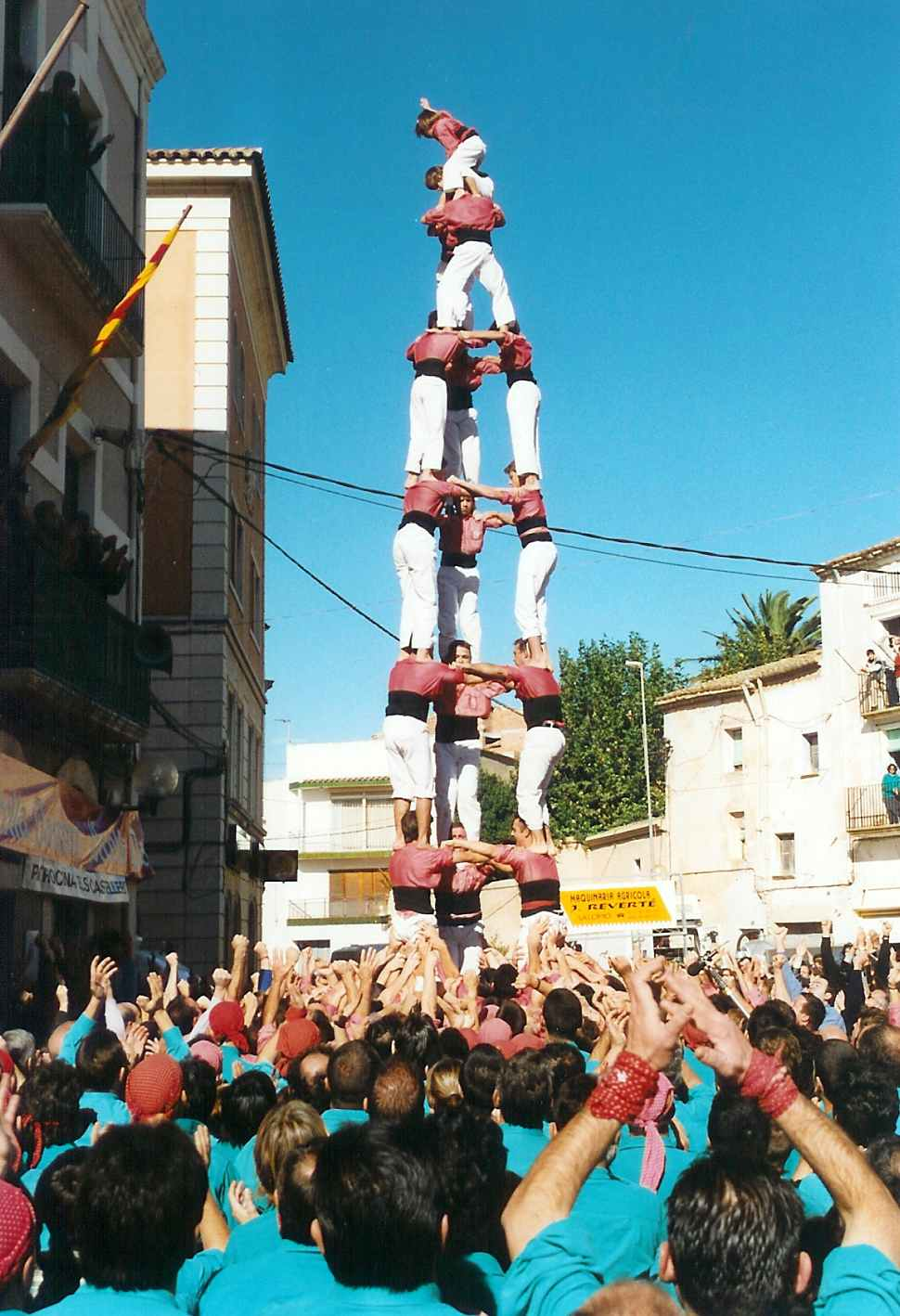
3 de 8 aixecat per sota de la Colla Vella dels Xiquets de Valls (1999)
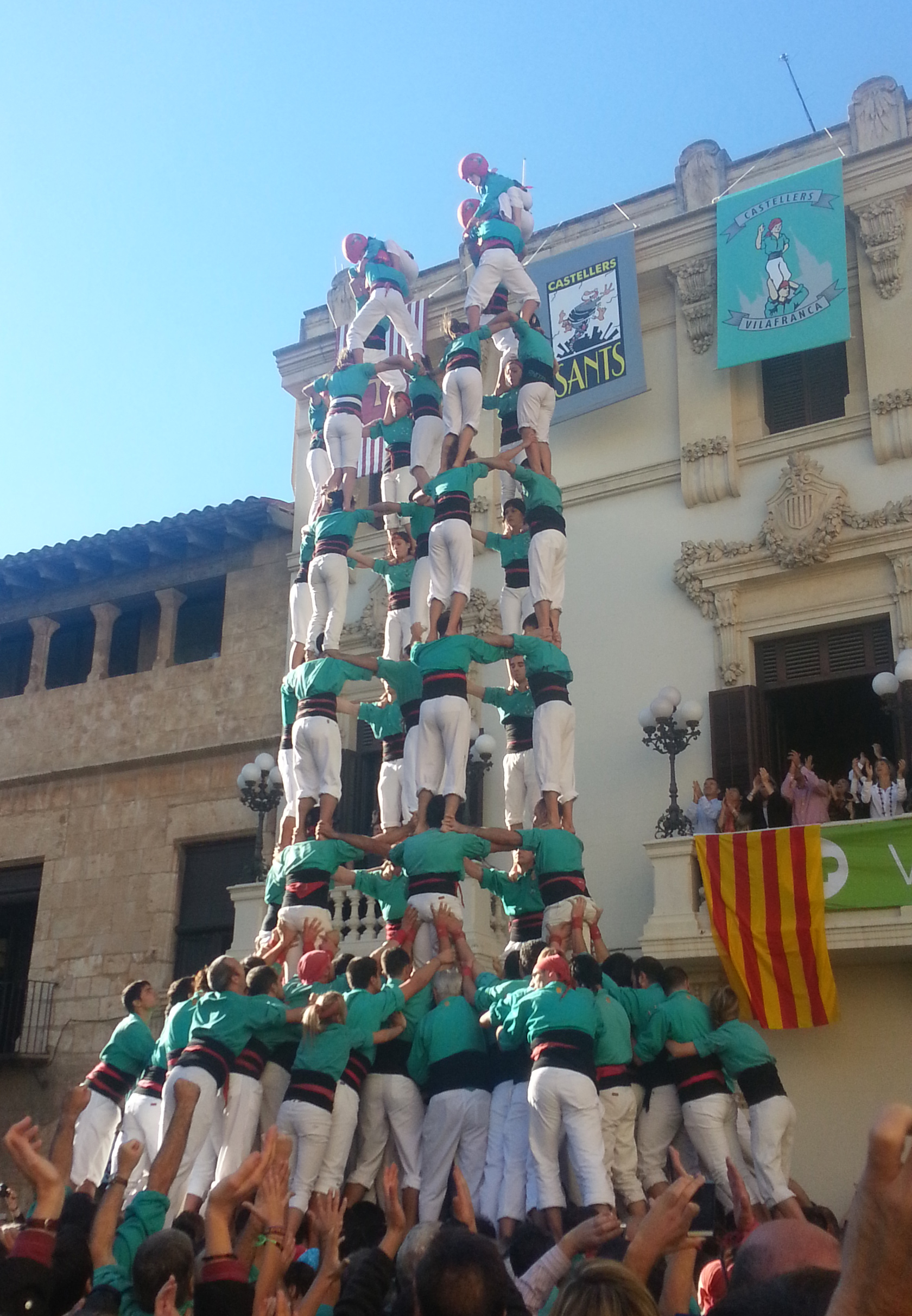
Primer 7 de 9 amb folre de la història, descarregat pels Castellers de Vilafranca (2012)
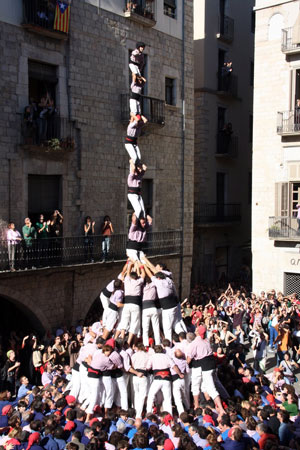
Primer pilar de 8 amb folre i manilles descarregat dels Minyons de Terrassa (2008)
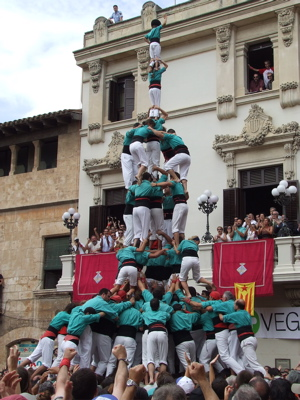
4 de 9 amb folre i l'agulla dels Castellers de Vilafranca (2007)
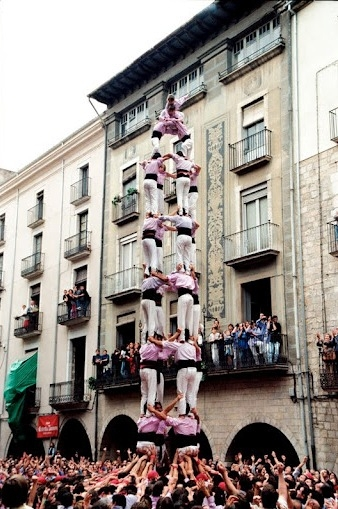
Primer 4 de 9 sense folre del segle xx, descarregat pels Minyons de Terrassa (1998)
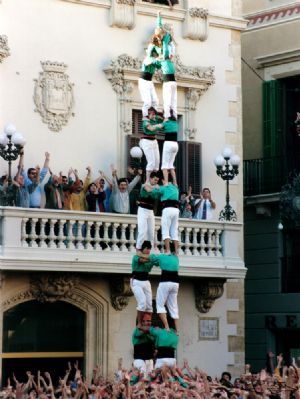
Primer 2 de 8 sense folre carregat pels Castellers de Vilafranca (1999)